# Барановка (Черноморский район)
Бара́новка (до 1948 года Шама́к; укр. Баранівка, крымскотат. Şamaq, Шамакъ) — исчезнувшее село в Черноморском районе Республики Крым, располагавшееся на западе района, в степной части Крыма, примерно в районе южной окраины современного села Красносельское.

### Динамика численности населения
| - 1806 год — 337 чел. - 1864 год — 15 чел. - 1889 год — 76 чел. - 1900 год — 52 чел. | - 1915 год — 56/11 чел. - 1926 год — 64 чел. - 1939 год — 39 чел. |

## История
Идентифицировать Шамак среди названий, зачастую сильно искажённых, деревень Тарханского кадылыка Козловскаго каймаканства в «Камеральном Описании Крыма…» 1784 года пока не удалось. После присоединения Крыма к России (8) 19 апреля 1783 года, (8) 19 февраля 1784 года, именным указом Екатерины II сенату, на территории бывшего Крымского ханства была образована Таврическая область и деревня была приписана к Евпаторийскому уезду. После павловских реформ, с 1796 по 1802 год входила в Акмечетский уезд Новороссийской губернии. По новому административному делению, после создания 8 (20) октября 1802 года Таврической губернии, Шамах был включён в состав Яшпетской волости Евпаторийского уезда.
Есть сведения, что коренные жители выехали в Турцию в первую волну эмиграции и владелец окрестных земель генерал Попов, который получил, а также приобрел 22 539 десятин (под названием дач Тарханской и Тархан-Сарыгольской) земли, заселил её ногайцами. По Ведомости о волостях и селениях, в Евпаторийском уезде с показанием числа дворов и душ… от 19 апреля 1806 года, в деревне Шамах числилось 68 дворов и 337 жителей — нагайцов помещичьих крестьян. Затем, видимо, ногайцы съехали и на военно-топографической карте генерал-майора Мухина 1817 года деревня Шамак обозначена с 8 дворами. После реформы волостного деления 1829 года Шамак, согласно «Ведомости о казённых волостях Таврической губернии 1829 года», остался в составе Яшпекской волости. На карте 1836 года в деревне 11 дворов, а на карте 1842 года Шамак обозначен условным знаком «малая деревня» (это означает, что в нём насчитывалось менее 5 дворов).
В 1860-х годах, после земской реформы Александра II, деревню приписали к Курман-Аджинской волости. В «Списке населённых мест Таврической губернии по сведениям 1864 года», составленном по результатам VIII ревизии 1864 года, Шамак — казённая татарская деревня, с 4 дворами и 15 жителями при колодцах. По обследованиям профессора А. Н. Козловского 1867 года, вода в колодцах деревни была солоноватая, а их глубина колебалась от 10 до 15 саженей (от 20 до 30 м). Согласно «Памятной книжке Таврической губернии за 1867 год», деревня Шамак была покинута — в результате эмиграции крымских татар, особенно массовой после Крымской войны 1853—1856 годов, в Турцию, и стояла без новых поселенцев. На трёхверстовой карте Шуберта 1865—1876 годов в деревне Шамак были опять показаны 4 двора. В «Памятной книге Таврической губернии 1889 года», включившей результаты Х ревизии 1887 года, в деревне Шамек числилось уже 12 дворов и 76 жителей.
Земская реформа 1890-х годов в Евпаторийском уезде прошла позже остальных; в результате Шамак приписали к Кунанской волости. По «…Памятной книжке Таврической губернии на 1900 год» в деревне числилось 52 жителя в 10 дворах. По Статистическому справочнику Таврической губернии. Ч.II-я. Статистический очерк, выпуск пятый Евпаторийский уезд, 1915 год, в деревне Шамак Кунанской волости Евпаторийского уезда числилось 9 дворов (8 дворов с землёй, 1 — безземельный) с татарским населением в количестве 56 человек приписных жителей и 11 — «посторонних», из которых 34 мужчины и 33 женщины. Жители владели 170 десятинами удобной земли. В хозяйствах имелось 22 лошади, 12 волов, 5 коров и 340 голов мелкого скота.
После установления в Крыму Советской власти, по постановлению Крымревкома от 8 января 1921 года № 206 «Об изменении административных границ» была упразднена волостная система и образован Евпаторийский уезд, в котором создан Ак-Мечетский район и село вошло в его состав, а в 1922 году уезды получили название округов. 11 октября 1923 года, согласно постановлению ВЦИК, в административное деление Крымской АССР были внесены изменения, в результате которых округа были отменены, Ак-Мечетский район упразднён и село вошло в состав Евпаторийского района. Согласно Списку населённых пунктов Крымской АССР по Всесоюзной переписи 17 декабря 1926 года, в селе Шамак, Кунанского сельсовета Евпаторийского района, числилось 15 дворов, все крестьянские, население составляло 64 человека, все татары. Согласно постановлению КрымЦИКа от 30 октября 1930 года «О реорганизации сети районов Крымской АССР», был восстановлен Ак-Мечетский район (по другим данным, это произошло 15 сентября 1931 года), и село вновь включили в его состав. По данным всесоюзной переписи населения 1939 года в селе проживало 39 человек.
В 1944 году, после освобождения Крыма от фашистов, согласно Постановлению ГКО СССР № 5859 от 11 мая 1944 года, 18 мая крымские татары были депортированы в Среднюю Азию. С 25 июня 1946 года Водопойное в составе Крымской области РСФСР. Указом Президиума Верховного Совета РСФСР от 18 мая 1948 года Шамак переименовали в Барановку. 26 апреля 1954 года Крымская область была передана из состава РСФСР в состав УССР. Ликвидирована до 1960 года, поскольку в «Справочнике административно-территориального деления Крымской области на 15 июня 1960 года» селение уже не значилось (согласно справочнику «Крымская область. Административно-территориальное деление на 1 января 1968 года» —в период с 1954 по 1968 годы, как село упразднённого позже Красносельского сельсовета).